# Яо (Чад)
Яо (фр. Yao) — город и супрефектура в Чаде, расположенный на территории региона Батха. Административный центр департамента Фитри.

## Географическое положение
Город находится в центральной части Чада, на северо-восточном берегу озера Фитри, на высоте 270 метров над уровнем моря, на расстоянии приблизительно 274 километров к северо-востоку от столицы страны Нджамены.

## Население
По данным официальной переписи 2009 года численность населения Яо составляла 91 507 человек (44 756 мужчин и 46 751 женщина). Население супрефектуры по возрастному диапазону распределилось следующим образом: 53,6 % — жители младше 15 лет, 40,4 % — между 15 и 59 годами и 6 % — в возрасте 60 лет и старше.

## Транспорт
Ближайший аэропорт расположен в городе Бокоро.